# 等殼蛤屬
等殼蛤屬，是帘蛤目的一個屬，原屬寄生蛤科（Montacutidae）及果核蛤科（Sportellidae），今屬Basterotiidae科。

## 物種
本屬只有以下兩個物種：
- Isoconcha cherbonnieri Poutiers, 1981
- 西伯达等壳蛤（Isoconcha sibogai Dautzenberg & H. Fischer, in Pelseneer, 1911）

## 參看
- Benthoquetia Iredale, 1930：原為本屬之亞屬。